# Театральный мост (Иваново)
Театральный мост — мост через реку Уводь в Иванове, расположен на Площади Пушкина, по нему проходит проспект Ленина.

## История
Временный наплавной мост в этом месте существовал уже в начале XVIII века. Позднее вместо наплавного был сооружён стационарный деревянный мост, который зафиксирован на картах 1774 года под названием «Туляковский мост». Современный вид мост приобрёл в 1954 году, когда вместо деревянного был сооружён капитальный железобетонный мост. Название «Театральный» мост получил в 1975 году по находящемуся рядом зданию Драматического театра (ныне Дворец искусств).
С момента постройки в 1954 году по мосту проходила трамвайная линия, которая была закрыта в 2008 году (см. Ивановский трамвай). В 2008 году под мостом вновь открыт пешеходный переход. В 2010 году произведены ремонт и реконструкция моста, обновлена пешеходная часть.